# Homossexualidade e psicologia
O campo da psicologia tem estudado extensivamente a homossexualidade como orientação sexual humana. A Associação Psiquiátrica Americana listou a homossexualidade no DSM-I em 1952 como um "distúrbio de personalidade sociopática", mas essa classificação foi analisada em pesquisas financiadas pelo Instituto Nacional de Saúde Mental. Que a investigação e os estudos subsequentes falharam consistentemente em produzir qualquer base empírica ou científica para considerar a homossexualidade como algo diferente de uma orientação sexual natural e normal que é uma expressão saudável e positiva da sexualidade humana. Como resultado dessa pesquisa científica, a Associação Psiquiátrica Americana removeu a homossexualidade do DSM-II em 1973. Após uma revisão completa dos dados científicos, a Associação Americana de Psicologia seguiu em 1975 e também convocou todos os profissionais de saúde mental a assumirem a liderança na "remoção do estigma da doença mental que há muito tempo é associado" à homossexualidade. Em 1993, a Associação Nacional de Assistentes Sociais adotou a mesma posição da Associação Psiquiátrica Americana e da Associação Psicológica Americana, em reconhecimento às evidências científicas. A Organização Mundial da Saúde, que incluiu a homossexualidade na CID-9 em 1977, removeu a homossexualidade da CID-10, que foi aprovada pela 43ª Assembleia Mundial da Saúde em 17 de maio de 1990.
O consenso da pesquisa científica e da literatura clínica demonstra que as atrações, sentimentos e comportamentos pelo mesmo sexo são variações normais e positivas da sexualidade humana. Existe agora um grande conjunto de evidências científicas que indicam que ser gay, lésbica ou bissexual é compatível com a saúde mental normal e com o ajustamento social.

## Contexto histórico
A visão da homossexualidade como um transtorno psicológico tem sido vista na literatura desde que as pesquisas sobre a homossexualidade começaram; no entanto, a psicologia como disciplina evoluiu ao longo dos anos em sua posição sobre a homossexualidade. As atitudes atuais têm suas raízes em fundamentos religiosos, legais e culturais. Algumas comunidades dp antigo Oriente Próximo, como os israelitas, tinham códigos rígidos proibindo atividades homossexuais e, quando o cristianismo começou, adotou as atitudes de seus predecessores judeus em relação às atividades homossexuais. Entre os autores do Novo Testamento, Paulo em particular é notável por sua afirmação e reforço de tais textos em suas cartas às igrejas nascentes. Mais tarde, os Padres Apostólicos e seus sucessores continuaram a falar contra a atividade homossexual sempre que a mencionavam em seus escritos. No início da Idade Média, a Igreja Cristã ignorou a homossexualidade na sociedade secular; no entanto, no final do século XII, a hostilidade à homossexualidade começou a surgir e se espalhar pelas instituições seculares e religiosas da Europa. Houve expressões oficiais condenando a natureza "não natural" do comportamento homossexual nas obras de Tomás de Aquino e outros. Até ao século XIX, a actividade homossexual era considerada “não natural, crimes contra a natureza”, sodomia ou sodomia e era punível por lei, por vezes com a morte.
À medida que as pessoas se interessavam mais em descobrir as causas da homossexualidade, a medicina e a psiquiatria começaram a competir com a lei e a religião pela jurisdição. No início do século XIX, as pessoas começaram a estudar a homossexualidade cientificamente. Naquela época, a maioria das teorias considerava a homossexualidade uma doença, o que teve grande influência na forma como era vista culturalmente. Houve uma mudança de paradigma em meados do século XX na ciência psiquiátrica em relação às teorias da homossexualidade. Os psiquiatras começaram a acreditar que a homossexualidade poderia ser curada por meio de terapia e liberdade de si mesmo, e outras teorias sobre a origem genética e hormonal da homossexualidade estavam sendo aceitas. Houve variações na forma como a homossexualidade era vista como patológica. Alguns dos primeiros psiquiatras, como Sigmund Freud e Havelock Ellis, adotaram posturas mais tolerantes em relação à homossexualidade. Freud e Ellis acreditavam que a homossexualidade não era normal, mas era "inevitável" para algumas pessoas. As pesquisas e publicações de Alfred Kinsey sobre a homossexualidade deram início à mudança social e cultural que deixou de ver a homossexualidade como uma condição anormal. Estas mudanças de pontos de vista nos estudos psicológicos da homossexualidade são evidentes na sua colocação na primeira versão do Manual Estatístico de Diagnóstico (DSM) em 1952, e na subsequente mudança em 1973, na qual o diagnóstico de homossexualidade ego-distónica substituiu a categoria do DSM-II de "distúrbio da orientação sexual". No entanto, foi somente em 1987, no DSM-III-R, que foi completamente abandonado como transtorno mental.
Uma pesquisa de 2016 da Agência dos Direitos Fundamentais da União Europeia descobriu que muitos profissionais médicos em países como Bulgária, Hungria, Itália, Letônia, Polônia, Romênia e Eslováquia acreditam que a homossexualidade é uma doença e que tais interpretações continuam existindo em materiais profissionais. Isto vai contra a Recomendação 2010(5) do Conselho da Europa, que recomenda que a homossexualidade não seja tratada como uma doença. Em 2018, a homossexualidade era popularmente considerada uma doença no Líbano.

### Freud e a psicanálise
As visões de Sigmund Freud sobre a homossexualidade eram complexas. Nas suas tentativas de compreender as causas e o desenvolvimento da homossexualidade, ele primeiro explicou a bissexualidade como uma "dotação original de libido", com o que quis dizer que todos os humanos nascem bissexuais. Ele acreditava que a libido tem uma porção homossexual e uma porção heterossexual e que, ao longo do desenvolvimento, uma prevalece sobre a outra.
Algumas outras causas da homossexualidade que ele defendia incluíam um complexo de Édipo invertido, em que os indivíduos começam a se identificar com a mãe e a se considerar um objeto de amor. Esse amor por si mesmo é definido como narcisismo, e Freud pensava que as pessoas que apresentavam alto traço de narcisismo teriam maior probabilidade de desenvolver homossexualidade porque amar o mesmo sexo é como uma extensão de amar a si mesmo.
Freud acreditava que o tratamento da homossexualidade não era bem sucessido porque o indivíduo não queria abrir mão de sua identidade homossexual porque isso lhe traz prazer. Ele usou a psicanálise e a hipnose como tratamentos, mas mostrou pouco sucesso. Foi por meio disso que o Freud chegou a conclusão de que a homossexualidade não era "nada do que se envergonhar, nenhum vício, nenhuma degradação, não pode ser classificada como uma doença, mas uma variação da função sexual". Ele afirmou ainda que os psicanalistas "não deveriam prometer abolir a homossexualidade e fazer com que a heterossexualidade normal tomasse seu lugar", como ele havia concluido em sua própria prática que as tentativas de mudar as orientações homossexuais provavelmente não teriam nenhum sucesso. embora o próprio Freud possa ter chegado a uma visão mais receptiva da homossexualidade, seu legado no campo da psicanálise, especialmente nos Estados Unidos, via a homossexualidade como negativa, anormal e causada por questões familiares e de desenvolvimento. Foram essas visões que impactaram significativamente a justificativa para colocar a homossexualidade na primeira e segunda publicações do DSM da Associação Psiquiátrica Americana, conceptualizando-a como um transtorno mental e estigmatizando ainda mais a homossexualidade na sociedade.

### Havelock Ellis
Havelock Ellis (1859–1939) trabalhava como professor na Austrália quando teve a revelação de que queria dedicar sua vida a explorar a questão da sexualidade. Ele retornou a Londres em 1879 e matriculou-se na Faculdade de Medicina do Hospital St. Thomas. Ele começou a escrever e, em 1896, foi coautor de Sexual Inversion com John Addington Symonds. O livro foi publicado pela primeira vez em alemão e, um ano depois, foi traduzido para o inglês. O livro deles explorou as relações homossexuais e, numa abordagem progressiva para a época, eles se recusaram a criminalizar ou patologizar os atos e emoções presentes nas relações homossexuais.
Ellis discordou de Freud em alguns pontos relacionados à homossexualidade, especialmente em relação ao seu desenvolvimento. Ele argumentou que os homossexuais não têm um complexo de Édipo bem definido, mas têm fortes sentimentos de inadequação, nascidos do medo do fracasso, e também podem ter medo de relações com mulheres. Ellis argumentou que as restrições da sociedade contribuíram para o desenvolvimento do amor entre pessoas do mesmo sexo. Ele acreditava que a homossexualidade não é algo com que as pessoas nascem, mas que em algum momento todos os humanos se tornam sexualmente indiscriminados e então restringem e escolhem quais atos sexuais manter. Segundo Ellis, algumas pessoas escolhem a homossexualidade, enquanto outras escolhem a heterossexualidade. Ele propôs que ser "exclusivamente homossexual" é ser desviante porque a pessoa é membro de uma minoria e, portanto, estatisticamente incomum, mas que a sociedade deveria aceitar que os desvios do "normal" eram inofensivos e talvez até valiosos. Ellis acreditava que os problemas psicológicos não surgiam apenas de atos homossexuais, mas quando alguém "se prejudica psicologicamente ao limitar com medo seu próprio comportamento sexual".
Ellis é frequentemente creditado por cunhar o termo homossexualidade, mas na realidade ele desprezava a palavra porque ela confundia raízes latinas e gregas e, em vez disso, usava o termo invertido em suas obras publicadas. Logo depois que Sexual Inversion foi publicado na Inglaterra, ele foi proibido por ser obsceno e escandaloso. Ellis argumentou que a homossexualidade era uma característica de uma minoria, não era adquirida, nem um vício e não era curável. Ele defendeu a mudança das leis para deixar em paz aqueles que optassem por praticar a homossexualidade, porque na época isso era um crime punível. Ele acreditava que a reforma social poderia ocorrer, mas somente depois que o público fosse educado. Seu livro se tornou um marco na compreensão da homossexualidade.

### Alfred Kinsey
Alfred Charles Kinsey (1894–1956) foi um sexólogo que fundou o Instituto de Pesquisa Sexual, hoje conhecido como Instituto Kinsey de Pesquisa em Sexo, Gênero e Reprodução. Suas explorações sobre diferentes práticas sexuais originaram-se de seu estudo das variações nas práticas de acasalamento entre vespas. Ele desenvolveu a Escala Kinsey, que mede a orientação sexual em intervalos de 0 a 6, sendo 0 exclusivamente heterossexual e 6 exclusivamente homossexual. Suas descobertas indicaram que havia grande variabilidade nas orientações sexuais. Kinsey publicou os livros Sexual Behavior in the Human Male e Sexual Behavior in the Human Female, que lhe trouxeram fama e controvérsia. A abordagem predominante à homossexualidade na época era patologizar e tentar mudar os homossexuais. O livro de Kinsey demonstrou que a homossexualidade era mais comum do que se supunha, sugerindo que esses comportamentos são normais e fazem parte de um continuum de comportamentos sexuais.

### Diagnostic and Statistical Manual
A abordagem social, médica e legal da homossexualidade levou à sua inclusão na primeira e segunda publicações do Manual Diagnóstico e Estatístico (Diagnostic and Statistical Manual, DSM) da Associação Psiquiátrica Americana. Isso serviu para conceituar a homossexualidade como um transtorno mental e estigmatizar ainda mais a homossexualidade na sociedade. Entretanto, a evolução no estudo científico e nos dados empíricos de Kinsey, Evelyn Hooker e outros confrontaram essas crenças e, na década de 1970, psiquiatras e psicólogos estavam alterando radicalmente suas visões sobre a homossexualidade. Testes como o Rorschach, o Teste de Apercepção Temática (TAT) e o Inventário Multifásico de Personalidade de Minnesota (MMPI) indicaram que homens e mulheres homossexuais não eram distinguíveis de homens e mulheres heterossexuais em termos de funcionamento. Esses estudos não conseguiram apoiar as suposições anteriores de que a dinâmica familiar, o trauma e a identidade de gênero eram fatores no desenvolvimento da orientação sexual. Muitos psicólogos têm opiniões diferentes sobre relacionamentos entre pessoas do mesmo sexo. Alguns acham que não é nada saudável, alguns apoiam e alguns não podem apoiar por causa de suas próprias crenças religiosas pessoais.  Devido à falta de dados de apoio, bem como à pressão exponencialmente crescente dos defensores dos direitos dos homossexuais, o conselho de administração da Associação Psiquiátrica Americana votou para desclassificar a homossexualidade como um transtorno mental do DSM-II em 1973, mas o DSM manteve um diagnóstico que poderia ser usado para sofrimento devido à orientação sexual de alguém até o DSM-5 (2013).

## Principais áreas de pesquisa psicológica
As principais pesquisas psicológicas sobre a homossexualidade são divididas em cinco categorias:
1. O que faz com que algumas pessoas se sintam atraídas por pessoas do mesmo sexo?
2. O que causa a discriminação contra pessoas com orientação homossexual e como isso pode ser influenciado?[23]
3. Ter uma orientação homossexual afeta o estado de saúde, o funcionamento psicológico ou o bem-estar geral?
4. O que determina a adaptação bem-sucedida a climas sociais de rejeição? Por que a homossexualidade é central para a identidade de algumas pessoas, mas periférica para a identidade de outras?[24]
5. Como se desenvolvem os filhos de pessoas homossexuais?

A investigação psicológica nestas áreas sempre foi importante para contrariar atitudes e acções preconceituosas e para o movimento pelos direitos dos homossexuais e das lésbicas em geral.

### Causas da homossexualidade
Embora nenhuma teoria única sobre a causa da orientação sexual tenha ainda obtido amplo apoio, os cientistas favorecem teorias baseadas na biologia. Há consideravelmente mais evidências que apoiam causas biológicas e não sociais da orientação sexual do que causas sociais, especialmente para os homens.

### Discriminação
Atitudes e comportamentos antigays (às vezes chamados de homofobia ou heterossexismo) têm sido objetos de pesquisa psicológica. Essas pesquisas geralmente se concentram em atitudes hostis aos homens gays, em vez de atitudes hostis às lésbicas. Atitudes anti-gays são frequentemente encontradas entre aqueles que não conhecem pessoas gays pessoalmente. Também existe um alto risco de preconceito anti-gay na psicoterapia com clientes lésbicas, gays e bissexuais. Um estudo descobriu que quase metade de sua amostra havia sido vítima de violência verbal ou física por causa de sua orientação sexual, geralmente cometida por homens. Essa vitimização está relacionada a níveis mais elevados de depressão, ansiedade, raiva e sintomas de estresse pós-traumático. Por meio da Pesquisa Transgênero dos EUA de 2015, conduzida pelo Centro Nacional para a Igualdade Transgênero, descobriu-se que pessoas transgênero de cor enfrentam discriminação desproporcional devido às suas identidades sobrepostas. Estas formas de discriminação incluíam a violência, o desemprego irracional, o policiamento injusto e o tratamento médico injusto.
A investigação sugere que os pais que respondem negativamente à orientação sexual dos seus filhos tendem a ter menor autoestima e atitudes negativas em relação às mulheres, e que "os sentimentos negativos sobre a homossexualidade nos pais diminuem quanto mais tempo têm conhecimento da homossexualidade dos seus filhos".
Além disso, embora a investigação tenha sugerido que “as famílias com uma forte ênfase nos valores tradicionais, que implicam a importância da religião, uma ênfase no casamento e na criação de filhos – eram menos receptivas à homossexualidade do que as famílias de baixa tradição”, a investigação emergente sugere que isto pode não ser universal. Por exemplo, recente uma pesquisa publicada no periódico Psychology of Religion & Spirituality da APA por Chana Etengoff e Colette Daiute  sugere que os membros religiosos da família podem, alternativamente, usar valores e textos religiosos em apoio ao seu parente pertencente a minorias sexuais. Por exemplo, uma mãe católica de um homem gay compartilhou que ela se concentra no "maior mandamento de todos, que é o amor". Da mesma forma, uma mãe metodista fez referência a Jesus em sua discussão sobre amar seu filho gay, como ela disse: "Eu olho para a mensagem de amor e perdão de Jesus e que somos amigos de sangue, que não sinto que as pessoas são condenadas pelas ações que fizeram." Esses valores religiosos foram expressos de forma semelhante por um pai que é membro da Igreja de Jesus Cristo dos Santos dos Últimos Dias, que compartilhou o seguinte durante sua discussão sobre a proibição bíblica contra a homossexualidade: "Seu objetivo, sua razão de ser, deve ser aceitar, amar e elevar ... aqueles em necessidade, não importa quem sejam".

### Problemas de saúde mental
A pesquisa psicológica nesta área inclui o exame de problemas de saúde mental (incluindo estresse, depressão ou comportamento viciante) enfrentados por gays e lésbicas como resultado das dificuldades que eles enfrentam por causa de sua orientação sexual, problemas de aparência física, transtornos alimentares ou comportamento atípico de gênero.
- Transtornos psiquiátricos: em um estudo holandês, homens gays relataram taxas significativamente mais altas de transtornos de humor e ansiedade do que homens heterossexuais, e lésbicas eram significativamente mais propensas a sofrer de depressão (mas não de outros transtornos de humor ou ansiedade) do que mulheres heterossexuais.[22] Um artigo de pesquisa do American Journal of Community Psychology afirma que indivíduos que enfrentam múltiplas formas de opressão tendem a achar suas dificuldades mais difíceis de administrar. Neste estudo, observa-se que as pessoas LGBTQ+ com deficiência relataram ter mais dificuldades com seus status de opressão.[36]
- Aparência física e transtornos alimentares: os homens gays tendem a se preocupar mais com sua aparência física do que os homens heterossexuais.[37] Mulheres lésbicas correm menor risco de transtornos alimentares do que mulheres heterossexuais.[38]
- Comportamento atípico de gênero: embora não seja um transtorno, os homens gays podem enfrentar dificuldades devido à maior probabilidade de apresentar comportamento atípico de gênero do que os homens heterossexuais.[39] A diferença é menos pronunciada entre lésbicas e mulheres heterossexuais.[40]
- Estresse de minorias: o estresse causado pelo estigma sexual, manifestado como preconceito e discriminação, é uma grande fonte de estresse para pessoas com orientação homossexual. Os grupos de afirmação das minorias sexuais e os grupos de pares homossexuais ajudam a neutralizar e a atenuar o stress das minorias.[8]
- Orientação sexual egodistônica: o conflito entre identidade religiosa e orientação sexual pode causar estresse severo, fazendo com que algumas pessoas queiram mudar sua orientação sexual. A exploração da identidade da orientação sexual pode ajudar os indivíduos a avaliar as razões por trás do desejo de mudança e ajudá-los a resolver o conflito entre sua identidade religiosa e sexual, seja por meio da reconstrução da identidade da orientação sexual ou de terapias de afirmação.[8] A orientação sexual egodistônica é um transtorno em que uma pessoa deseja que sua orientação sexual fosse diferente devido a transtornos psicológicos e comportamentais associados.
- Transtorno do relacionamento sexual: pessoas com orientação homossexual em casamentos de orientação mista podem lutar contra o medo da perda de seu casamento.[8] Transtorno de relacionamento sexual é um transtorno em que a identidade de gênero ou orientação sexual de um dos parceiros interfere na manutenção ou formação de um relacionamento.

#### Suicídio
A probabilidade de tentativas de suicídio é maior tanto em homens gays quanto em lésbicas, bem como em indivíduos bissexuais de ambos os sexos, quando comparados aos seus homólogos heterossexuais. A tendência de ter uma taxa de incidência mais elevada entre as mulheres abrange lésbicas ou mulheres bissexuais; quando comparadas com homens homossexuais ou bissexuais, as lésbicas são mais propensas a tentar o suicídio.
Estudos contestam a diferença exata na taxa de suicídio em comparação com heterossexuais, com um mínimo de 0,8–1,1 vezes mais probabilidade para as mulheres e 1,5–2,5 vezes mais probabilidade para os homens. Os valores mais elevados atingem 4,6 vezes mais probabilidade nas mulheres e 14,6 vezes mais probabilidade nos homens.
Raça e idade desempenham um fator no aumento do risco. As maiores proporções para homens são atribuídas aos jovens caucasianos. Aos 25 anos, o risco cai para mais da metade; no entanto, o risco para homens gays negros nessa idade aumenta constantemente para 8,6 vezes mais probabilidade. Ao longo da vida, as probabilidades aumentam 5,7 vezes para homens brancos e 12,8 para homens negros gays e bissexuais. Mulheres lésbicas e bissexuais têm a tendência oposta, com menos tentativas durante a adolescência em comparação com mulheres heterossexuais. Ao longo da vida, a probabilidade para mulheres caucasianas é quase o triplo da de suas contrapartes heterossexuais; no entanto, para mulheres negras há uma mudança mínima (menos de 0,1 a 0,3 de diferença), com mulheres negras heterossexuais tendo um risco ligeiramente maior durante a maior parte do estudo baseado na idade.
Os jovens gays e lésbicas que tentam o suicídio estão desproporcionalmente sujeitos a atitudes anti-gays, muitas vezes têm menos competências para lidar com a discriminação, o isolamento e a solidão, e são mais propensos a sofrer rejeição familiar do que aqueles que não tentam o suicídio. Outro estudo descobriu que os jovens gays e bissexuais que tentaram suicídio tinham papéis de género mais femininos, adoptaram uma identidade não heterossexual numa idade jovem e eram mais propensos do que os seus pares a denunciar abusos sexuais, abuso de drogas e detenções por má conduta. Um estudo descobriu que o comportamento sexual entre pessoas do mesmo sexo, mas não a atração homossexual ou a identidade homossexual, era significativamente preditivo de suicídio entre adolescentes noruegueses.
Descobriu-se que as políticas governamentais mediam essa relação por meio da legislação sobre o estigma estrutural. Um estudo que utilizou dados transnacionais de 1991 a 2017 para 36 países da OCDE estabeleceu que a legalização do casamento entre pessoas do mesmo sexo está associada a um declínio no suicídio de jovens de 1.191 mortes por 100.000 jovens, com o impacto mais pronunciado para os jovens do sexo masculino em relação às jovens do sexo feminino. Outro estudo de dados nacionais dos Estados Unidos, de janeiro de 1999 a dezembro de 2015, revelou que o casamento entre pessoas do mesmo sexo está associado a uma redução significativa na taxa de tentativas de suicídio entre crianças, com o efeito sendo concentrado entre crianças de orientação sexual minoritária, resultando em cerca de 134.000 crianças a menos tentando suicídio a cada ano nos Estados Unidos.

### Desenvolvimento da identidade da orientação sexual
- Saída do armário: muitas pessoas gays, lésbicas e bissexuais passam pela experiência de "sair do armário" em algum momento de suas vidas. Os psicólogos dizem frequentemente que este processo inclui várias fases "nas quais há uma consciência de ser diferente dos seus pares ('sensibilização'), e nas quais as pessoas começam a questionar a sua identidade sexual ('confusão de identidade'). Posteriormente, começam a explorar praticamente a opção de ser gay, lésbica ou bissexual e aprendem a lidar com o estigma ('suposição de identidade'). Na fase final, integram os seus desejos sexuais numa compreensão positiva de si mesmos ('compromisso')."[22] No entanto, o processo nem sempre é linear[56] e pode diferir para lésbicas, homens gays e indivíduos bissexuais.[57]
- Diferentes graus de revelação: um estudo descobriu que os homens gays são mais propensos a revelar a sua homossexualidade aos amigos e irmãos do que aos colegas de trabalho, pais e parentes mais distantes.[58]
- Revelação e bem-estar: casais homossexuais assumidamente gays estão mais satisfeitos em seus relacionamentos.[59] Para as mulheres que se autoidentificam como lésbicas, quanto mais as pessoas sabem sobre sua orientação sexual, menos ansiedade, mais afetividade positiva e maior autoestima ela tem.[60]
- Rejeição da identidade gay: vários estudos relatam que, para algumas pessoas religiosas, a rejeição da identidade gay parece aliviar o sofrimento causado pelos conflitos entre valores religiosos e orientação sexual.[8][61][62][63][64] Após rever a pesquisa, Judith Glassgold, presidente da força-tarefa de sexualidade da Associação Americana de Psicologia, disse que algumas pessoas se contentam em negar uma identidade gay e que "não há evidências claras de danos".[65]

### Fluidez da orientação sexual
Muitas vezes, a orientação sexual e a identidade da orientação sexual não são distinguidas, o que pode ter impacto na avaliação precisa da identidade sexual e na capacidade ou não de mudança da orientação sexual; a identidade da orientação sexual pode mudar ao longo da vida de um indivíduo e pode ou não estar alinhada com o sexo biológico, o comportamento sexual ou a orientação sexual real. A orientação sexual é estável e dificilmente muda para a grande maioria das pessoas, mas algumas pesquisas indicam que algumas pessoas podem experimentar mudanças em sua orientação sexual, e isso é mais provável para as mulheres do que para os homens. A Associação Americana de Psicologia distingue entre orientação sexual (uma atração inata) e identidade de orientação sexual (que pode mudar em qualquer momento da vida de uma pessoa).
Numa declaração emitida em conjunto com outras grandes organizações médicas americanas, a Associação Americana de Psicologia afirma que “diferentes pessoas percebem em diferentes momentos das suas vidas que são heterossexuais, gays, lésbicas ou bissexuais”. Um relatório de 2007 do Centro de Dependência e Saúde Mental afirma que, "Para algumas pessoas, a orientação sexual é contínua e fixa ao longo de suas vidas. Para outras, a orientação sexual pode ser fluida e mudar ao longo do tempo". O estudo de Lisa Diamond "Bissexualidade feminina da adolescência à idade adulta" sugere que há "considerável fluidez nas atrações, comportamentos e identidades de mulheres bissexuais, não rotuladas e lésbicas".

### Paternidade
A parentalidade LGBT é a criação de filhos por pessoas lésbicas, gays, bissexuais e transgéneros (LGBT), sejam elas pais biológicos ou não biológicos. Os homens gays têm opções que incluem "cuidados de acolhimento, variações de adopção nacional e internacional, diversas formas de barriga de aluguer (sejam "tradicionais" ou gestacionais) e acordos de parentesco, nos quais podem ser co-pais de uma mulher ou mulheres com quem estão intimamente envolvidos, mas não sexualmente". Pais LGBT também podem incluir pais solteiros; em menor grau, o termo às vezes se refere a pais de crianças LGBT.
No Censo dos EUA de 2000, 33% dos lares de casais do mesmo sexo feminino e 22% dos lares de casais do mesmo sexo masculino relataram que pelo menos uma criança menor de dezoito anos morava em sua casa. Algumas crianças não sabem que têm um pai LGBT; as questões relacionadas com a revelação variam e alguns pais podem nunca revelar a sua homossexualidade aos seus filhos. A adoção por casais LGBT e a criação de filhos LGBT em geral podem ser controversas em alguns países. Em Janeiro de 2008, o Tribunal Europeu dos Direitos Humanos decidiu que os casais do mesmo sexo têm o direito de adoptar uma criança. Nos EUA, as pessoas LGBT podem adotar legalmente, como indivíduos, em todos os cinquenta estados.
Embora por vezes se afirme nos debates políticos que os casais heterossexuais são inerentemente melhores pais do que os casais do mesmo sexo, ou que os filhos de pais lésbicos ou gays têm piores resultados do que as crianças criadas por pais heterossexuais, essas afirmações não são apoiadas pela literatura de investigação científica. Há muitas evidências de que crianças criadas por pais do mesmo sexo têm o mesmo desempenho que aquelas criadas por pais heterossexuais. Muitas pesquisas documentaram a falta de correlação entre a orientação sexual dos pais e qualquer medida de ajuste emocional, psicossocial e comportamental de uma criança. Esses dados não demonstraram nenhum risco para as crianças em decorrência do crescimento em uma família com um ou mais pais gays. Nenhuma investigação apoia a convicção generalizada de que o género dos pais influencia o bem-estar da criança. Se os pais gays, lésbicas ou bissexuais fossem inerentemente menos capazes do que os pais heterossexuais comparáveis, os seus filhos teriam uma pior apresentação, independentemente do tipo de amostra; este padrão não foi observado.
A professora Judith Stacey, da Universidade de Nova Iorque, declarou: "Raramente existe tanto consenso em qualquer área das ciências sociais como no caso da parentalidade homossexual, razão pela qual a Academia Americana de Pediatria e todas as principais organizações profissionais com experiência em bem-estar infantil emitiram relatórios e resoluções em apoio aos direitos parentais gays e lésbicos". Essas organizações incluem a Academia Americana de Pediatria, a Academia Americana de Psiquiatria Infantil e Adolescente, a Associação Psiquiátrica Americana, a Associação Psicológica Americana, a Associação Psicanalítica Americana, a Associação Nacional de Assistentes Sociais, a Liga de Bem-Estar Infantil da América, o Conselho Norte-Americano de Crianças Adotáveis, e a Associação Psicológica Canadense (CPA). A CPA está preocupada com o facto de algumas pessoas e instituições estarem a interpretar mal os resultados da investigação psicológica para apoiar as suas posições, quando estas se baseiam mais precisamente noutros sistemas de crenças ou valores.
A grande maioria das famílias nos Estados Unidos hoje não é a "família de classe média com um pai provedor e uma mãe dona de casa, casados um com o outro e criando seus filhos biológicos", que era vista como a norma. Desde o final da década de 1980, está bem estabelecido que as crianças e os adolescentes conseguem adaptar-se tão bem em ambientes não tradicionais como em ambientes tradicionais.

## Psicoterapia
A maioria das pessoas com orientação homossexual que procuram psicoterapia o fazem pelos mesmos motivos que as pessoas heterossexuais (estresse, dificuldades de relacionamento, dificuldade de adaptação a situações sociais ou de trabalho, etc.); sua orientação sexual pode ser de importância primária, incidental ou nenhuma importância para seus problemas e tratamento. Independentemente do problema para o qual a psicoterapia é procurada, existe um alto risco de preconceito anti-gay ser direcionado a clientes não heterossexuais.

### Aconselhamento de relacionamento
A maioria dos problemas de relacionamento são compartilhados igualmente entre os casais, independentemente da orientação sexual, mas os clientes LGBT também precisam lidar com homofobia, heterossexismo e outras opressões sociais. Os indivíduos também podem estar em diferentes estágios do processo de revelação. Muitas vezes, casais do mesmo sexo não têm tantos modelos de relacionamentos bem-sucedidos quanto casais do sexo oposto. Pode haver problemas com a socialização dos papéis de gênero que não afetam os casais do sexo oposto.
Um número significativo de homens e mulheres vivencia conflitos em torno da expressão homossexual dentro de um casamento de orientação mista. A terapia pode incluir ajudar o cliente a se sentir mais confortável e aceitar os sentimentos do mesmo sexo e a explorar maneiras de incorporar sentimentos do mesmo sexo e do sexo oposto nos padrões de vida. Embora uma forte identidade homossexual estivesse associada a dificuldades na satisfação conjugal, ver as atividades entre pessoas do mesmo sexo como compulsivas facilitava o compromisso com o casamento e com a monogamia.

### Psicoterapia afirmativa gay
A psicoterapia afirmativa gay é uma forma de psicoterapia para clientes gays, lésbicas e bissexuais que os incentiva a aceitar sua orientação sexual e não tenta mudar sua orientação sexual para heterossexual, nem eliminar ou diminuir seus desejos e comportamentos pelo mesmo sexo. A Associação Americana de Psicologia (APA) e a Sociedade Britânica de Psicologia oferecem diretrizes e materiais para psicoterapia afirmativa gay. Os praticantes de psicoterapia afirmativa gay afirmam que a homossexualidade ou a bissexualidade não são doenças mentais e que abraçar e afirmar a identidade gay pode ser um componente essencial para a recuperação de outras doenças mentais ou abuso de substâncias. No entanto, algumas pessoas podem não achar a terapia afirmativa gay nem a terapia de conversão apropriadas. Os clientes cujas crenças religiosas são inconsistentes com o comportamento homossexual podem necessitar de algum outro método para integrar os seus eus religiosos e sexuais conflitantes.

### Exploração da identidade da orietnação sexual
A Associação Americana de Psicologia recomenda que, se um cliente deseja tratamento para mudar sua orientação sexual, o terapeuta deve explorar as razões por trás do desejo, sem favorecer nenhum resultado específico. O terapeuta não deve promover nem rejeitar a ideia do celibato, mas ajudar o cliente a tomar suas próprias decisões, avaliando as razões por trás dos objetivos do paciente. Um exemplo de exploração da identidade da orientação sexual é a terapia da identidade sexual.
Após a exploração, o paciente pode prosseguir com a reconstrução da identidade da orientação sexual, o que ajuda o paciente a reconstruir a identidade da orientação sexual. A psicoterapia, os grupos de apoio e os eventos da vida podem influenciar o desenvolvimento da identidade; da mesma forma, a autoconsciência, a autoconcepção e a identidade podem evoluir durante o tratamento. Pode alterar a identidade da orientação sexual (identificação privada e pública e pertença a um grupo), o ajustamento emocional (redução do autoestigma e da vergonha) e as crenças, valores e normas pessoais (mudança de crenças religiosas e morais, comportamento e motivação). Algumas terapias incluem a “terapia da integralidade de género”.
A Associação Psiquiátrica Americana afirma em seu comunicado oficial sobre o assunto: "Os riscos potenciais da 'terapia reparadora' são grandes e incluem depressão, ansiedade e comportamento autodestrutivo, uma vez que o alinhamento do terapeuta com preconceitos sociais contra a homossexualidade pode reforçar o ódio a si mesmo já experimentado pelo paciente. Muitos pacientes que passaram por 'terapia reparadora' relatam que foram informados incorretamente de que os homossexuais são indivíduos solitários e infelizes que nunca alcançam aceitação ou satisfação. A possibilidade de que a pessoa possa alcançar a felicidade e relacionamentos interpessoais satisfatórios como um homem gay ou lésbica não é apresentada, nem são discutidas abordagens alternativas para lidar com os efeitos da estigmatização social. A APA reconhece que, no curso do tratamento psiquiátrico em andamento, pode haver indicações clínicas apropriadas para tentar mudar os comportamentos sexuais."
A Associação Americana de Psicologia concorda com isso em uma resolução: "insta todos os profissionais de saúde mental a assumirem a liderança na remoção do estigma da doença mental que há muito tempo está associado à orientação homossexual" e "Portanto, fique ainda resolvido que a Associação Americana de Psicologia se opõe a representações de jovens e adultos lésbicas, gays e bissexuais como doentes mentais devido à sua orientação sexual e apoia a disseminação de informações precisas sobre orientação sexual e saúde mental, e intervenções apropriadas para neutralizar o preconceito baseado na ignorância ou em crenças infundadas sobre orientação sexual."
A Academia Americana de Pediatria aconselha adolescentes lésbicas, gays, ginandromorfofílicos e bissexuais que lutam com sua sexualidade: "A homossexualidade não é um transtorno mental. Todas as principais organizações médicas, incluindo a Associação Americana de Psiquiatria, a Associação Americana de Psicologia e a Academia Americana de Pediatria concordam que a homossexualidade não é uma doença ou transtorno, mas uma forma de expressão sexual. Ninguém sabe o que faz com que uma pessoa seja gay, bissexual ou heterossexual. Provavelmente há uma série de fatores. Alguns podem ser biológicos. Outros podem ser psicológicos. As razões podem variar de uma pessoa para outra. O fato é que você não escolhe ser gay, bissexual ou heterossexual."

## Desenvolvimentos na psicologia individual
No pensamento adleriano contemporâneo, os homossexuais não são considerados dentro do discurso problemático dos "fracassos da vida". Christopher Shelley, um psicoterapeuta adleriano, publicou um volume de ensaios em 1998 que apresentam contribuições freudianas, (pós)junguianas e adlerianas que demonstram mudanças afirmativas nas psicologias profundas. Essas mudanças mostram como a psicologia profunda pode ser utilizada para apoiar, em vez de patologizar, clientes de psicoterapia gays e lésbicas. O Journal of Individual Psychology, a principal publicação em inglês da psicologia adleriana, lançou um volume no verão de 2008 que analisa e corrige as crenças anteriores de Adler sobre a comunidade homossexual.[carece de fontes?]